# Grand Prix van Monza
De Grand Prix van Monza was een autorace nabij de Italiaanse stad Monza, die werd verreden op het Autodromo Nazionale Monza. De race maakte van 1929 tot 1933 en in 1948 deel uit van de grand-prixseizoenen en was in 1952 ook een niet-kampioenschapsronde in de Formule 1.

## Winnaars van de grand prix
- Hier worden alleen de races aangegeven die plaatsvonden tijdens de grand-prixseizoenen tot 1949 en Formule 1-races vanaf 1950.

| Jaar | Coureur             | Constructeur | Locatie | Verslag |
| ---- | ------------------- | ------------ | ------- | ------- |
| 1952 | Giuseppe Farina     | Ferrari      | Monza   | Verslag |
| 1948 | Jean-Pierre Wimille | Alfa Romeo   | Monza   | Verslag |
| 1933 | Marcel Lehoux       | Bugatti      | Monza   | Verslag |
| 1932 | Rudolf Caracciola   | Alfa Romeo   | Monza   | Verslag |
| 1931 | Luigi Fagioli       | Maserati     | Monza   | Verslag |
| 1930 | Achille Varzi       | Maserati     | Monza   | Verslag |
| 1929 | Achille Varzi       | Alfa Romeo   | Monza   | Verslag |